# Open Tree of Life

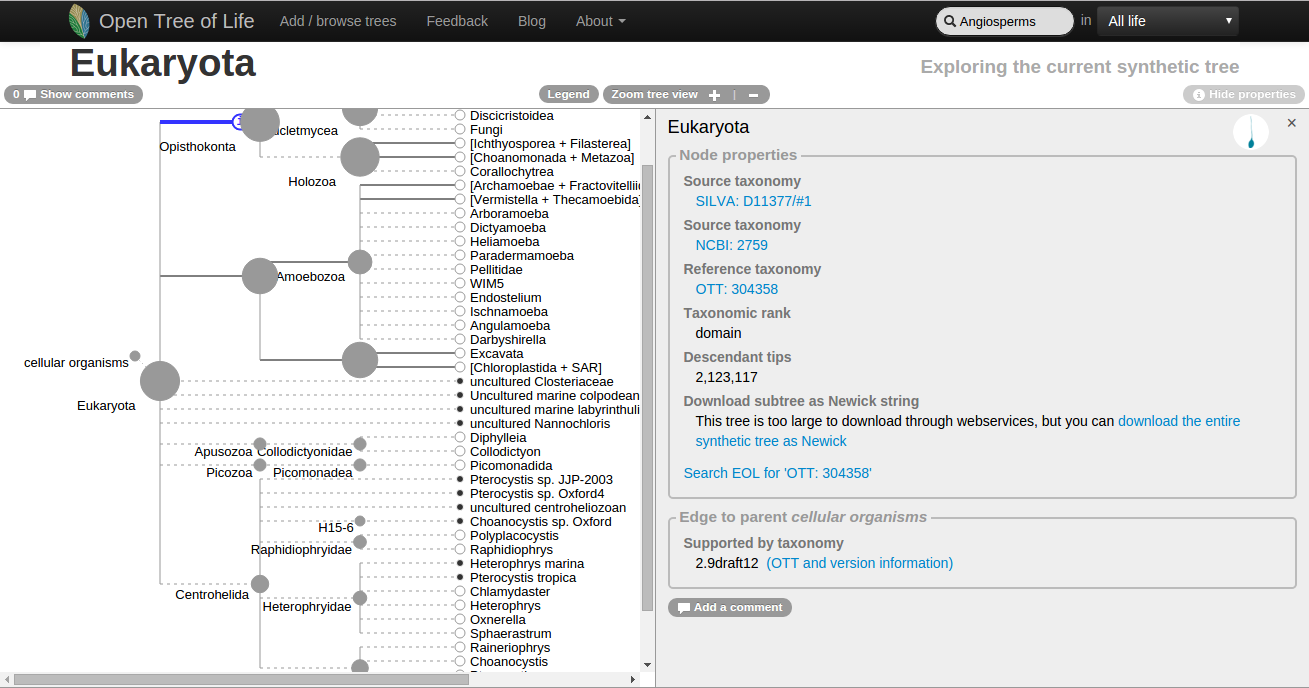
El árbol de la vida en el nodo Eukaryota

 El Open Tree of Life es un árbol filogenético de la vida en línea, un esfuerzo colaborativo, financiado por la National Science Foundation. El primer borrador, que incluye 2,3 millones de especies, se publicó en septiembre de 2015. El gráfico interactivo permite al usuario acercarse a clasificaciones taxonómicas, árboles filogenéticos e información sobre un nodo. Al hacer clic en una especie, se devolverá su taxonomía de origen y referencia. 

## Acercamiento
El proyecto utiliza un enfoque de superárbol para generar un único árbol filogenético a partir de una taxonomía completa y un conjunto curado de estimaciones filogenéticas publicadas. 
La taxonomía es una combinación de varias clasificaciones grandes producidas por otros proyectos; se crea usando una herramienta de software llamada "smasher" La taxonomía resultante se llama una taxonomía de árbol abierto (Open Tree Taxonomy, OTT) y se puede navegar en línea.

## Historia
El proyecto se inició en junio de 2012 con un premio NSF de tres años a investigadores de diez universidades. En 2015, se otorgó un premio complementario de dos años a los investigadores de tres instituciones. 